# Bolitoglossa nicefori
Bolitoglossa nicefori es una especie de salamandras en la familia Plethodontidae.
Es endémica de Colombia.
Su hábitat natural son los montanos húmedos tropicales o subtropicales, plantaciones y zonas previamente boscosas ahora muy degradadas.
Está amenazada de extinción debido a la destrucción de su hábitat.